# Stichopogon
Stichopogon är ett släkte av tvåvingar. Stichopogon ingår i familjen rovflugor.

## Dottertaxa tillStichopogon, i alfabetisk ordning[1]
- Stichopogon abdominalis
- Stichopogon aedon
- Stichopogon aequetinctus
- Stichopogon agustifrons
- Stichopogon albellus
- Stichopogon albimystax
- Stichopogon albofasciatus
- Stichopogon ammophilus
- Stichopogon angustifrons
- Stichopogon araxicola
- Stichopogon arenicolus
- Stichopogon argenteus
- Stichopogon auctus
- Stichopogon aurigerum
- Stichopogon auritinctus
- Stichopogon bancrofti
- Stichopogon barbiellinii
- Stichopogon barbistrellus
- Stichopogon basiti
- Stichopogon beckeri
- Stichopogon bedae
- Stichopogon biharilali
- Stichopogon caffer
- Stichopogon callidus
- Stichopogon canariensis
- Stichopogon candidus
- Stichopogon canus
- Stichopogon catulus
- Stichopogon caucasicus
- Stichopogon chrysostoma
- Stichopogon colei
- Stichopogon conjungens
- Stichopogon coquillettii
- Stichopogon deserti
- Stichopogon dorsatus
- Stichopogon dubiosus
- Stichopogon elegantulus
- Stichopogon engeli
- Stichopogon flaviventris
- Stichopogon fragilis
- Stichopogon gracilifemur
- Stichopogon gussakovskii
- Stichopogon gymnurus
- Stichopogon hermanni
- Stichopogon inaequalis
- Stichopogon inconstana
- Stichopogon indicus
- Stichopogon infuscatus
- Stichopogon irwini
- Stichopogon kerteszi
- Stichopogon kerzhmeri
- Stichopogon krueperi
- Stichopogon maculipennis
- Stichopogon mahatoi
- Stichopogon malkovskii
- Stichopogon marinus
- Stichopogon maritima
- Stichopogon maroccanus
- Stichopogon meridionalis
- Stichopogon minor
- Stichopogon mitjaevi
- Stichopogon modestus
- Stichopogon moremiensis
- Stichopogon mukherjeei
- Stichopogon muticus
- Stichopogon nartshuakae
- Stichopogon nigritus
- Stichopogon obscurellus
- Stichopogon obscurus
- Stichopogon ocrealis
- Stichopogon oldroydi
- Stichopogon orientalis
- Stichopogon parvipulvillatus
- Stichopogon parvulus
- Stichopogon peregrinus
- Stichopogon pholipteron
- Stichopogon pritchardi
- Stichopogon punctiferus
- Stichopogon punctus
- Stichopogon pusio
- Stichopogon pygmaeus
- Stichopogon ramakrishnai
- Stichopogon rivulorum
- Stichopogon rubzovi
- Stichopogon salinus
- Stichopogon scaliger
- Stichopogon schineri
- Stichopogon schnusei
- Stichopogon selenginus
- Stichopogon septemcinctus
- Stichopogon sogdianus
- Stichopogon stackelbergi
- Stichopogon surcoufi
- Stichopogon tomentosus
- Stichopogon tridactylophagus
- Stichopogon trifasciatus
- Stichopogon umkomaasensis
- Stichopogon unicolor
- Stichopogon variabilis
- Stichopogon venezuelanus
- Stichopogon venustus
- Stichopogon vernaculus
- Stichopogon villiersi